# 西瓜図
《西瓜図》（すいかず）は、江戸時代後期の浮世絵師・葛飾北斎による肉筆浮世絵。北斎80歳の晩年の作で、縦長の画面に菜切り包丁の置かれたスイカを描き、乞巧奠（七夕）の見立絵とされる。現在は宮内庁三の丸尚蔵館所蔵。

## 内容
絹本着色の肉筆画である。半分に切ったスイカの切り口に和紙が被せられ、その上に菜切り包丁が斜めに置かれた様が描かれている。包丁の柄はスイカからはみ出し、刃は手前に向けられている。包丁の刀身には、刃物の銘であるかのように柄近くに「応需」の二字が書き込まれ、腹部分には数個の白い点がある。ただし修復の結果、この白い点は意図的な描写ではなく、絵の具の剥落、あるいは古いカビ痕だと確認されている。スイカを見ると、黒い種の並びは不規則で、白い網目状の筋が走るが、これはスイカをヘタからシリに向かって縦に切ったのではなく、横に切った時の断面の描写である。上空に渡された縄には、桂剥きされたスイカの皮が果肉の赤いものと白いものと1本ずつ吊るされている。奇妙にねじれながら垂れ下がる皮は縦長の画面の大部分を占め、縄は皮の重みでたわんでいる。背景には薄く藍色が塗られ、上は濃く下に向かって淡くグラデーションをなしている。これが空の青か闇の表現なのかは判然としないが、空間的な奥行きをもたらしている。
画面右下には「画狂老人卍筆／齢八十」という北斎の款記と白文方印「かつしか」一顆がある。

葛飾北斎筆《西瓜図》部分拡大図
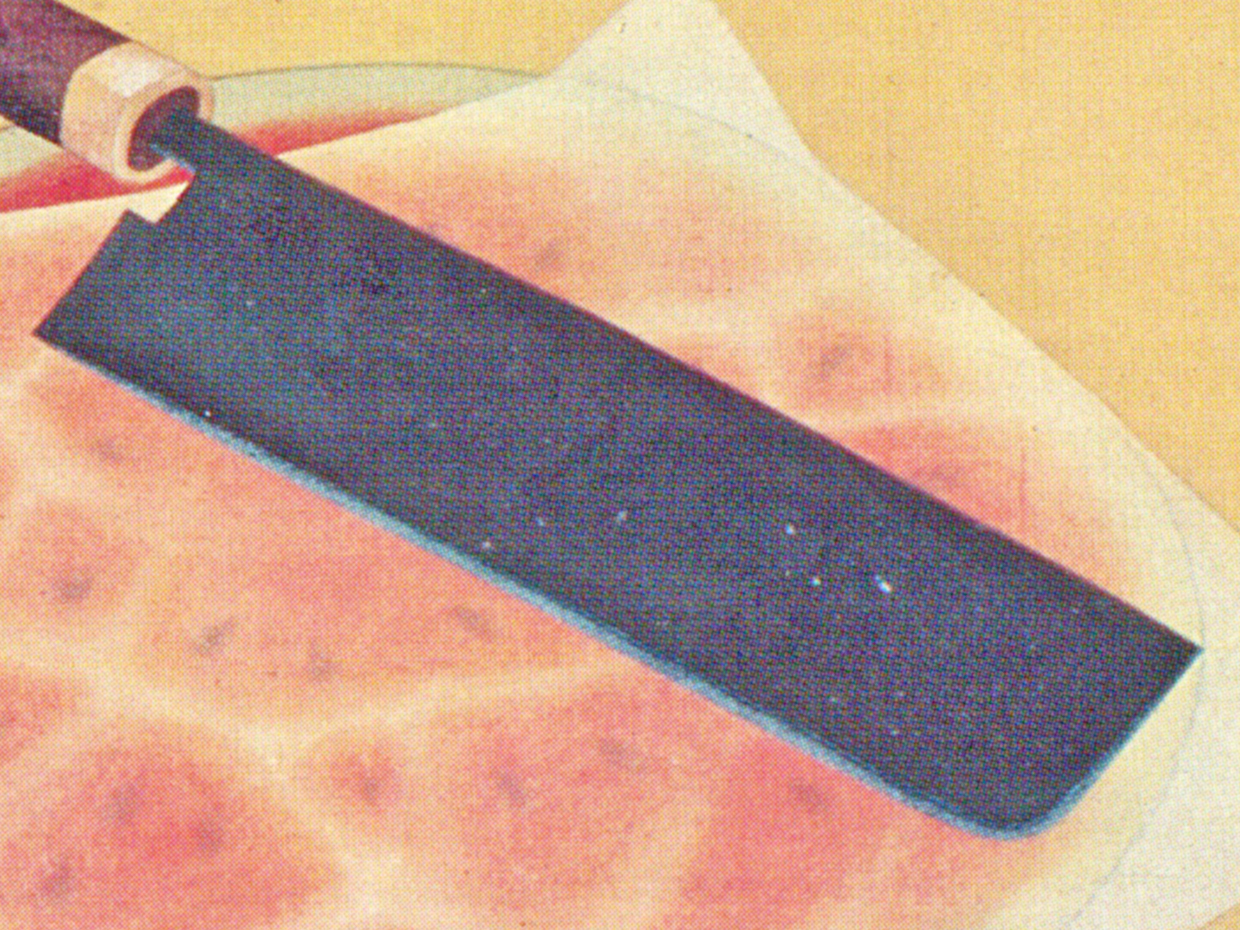
包丁の刀身部分。
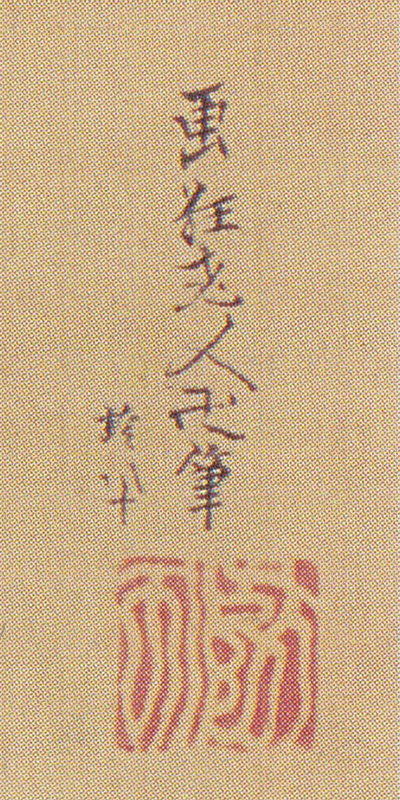
落款部分。

## 主題

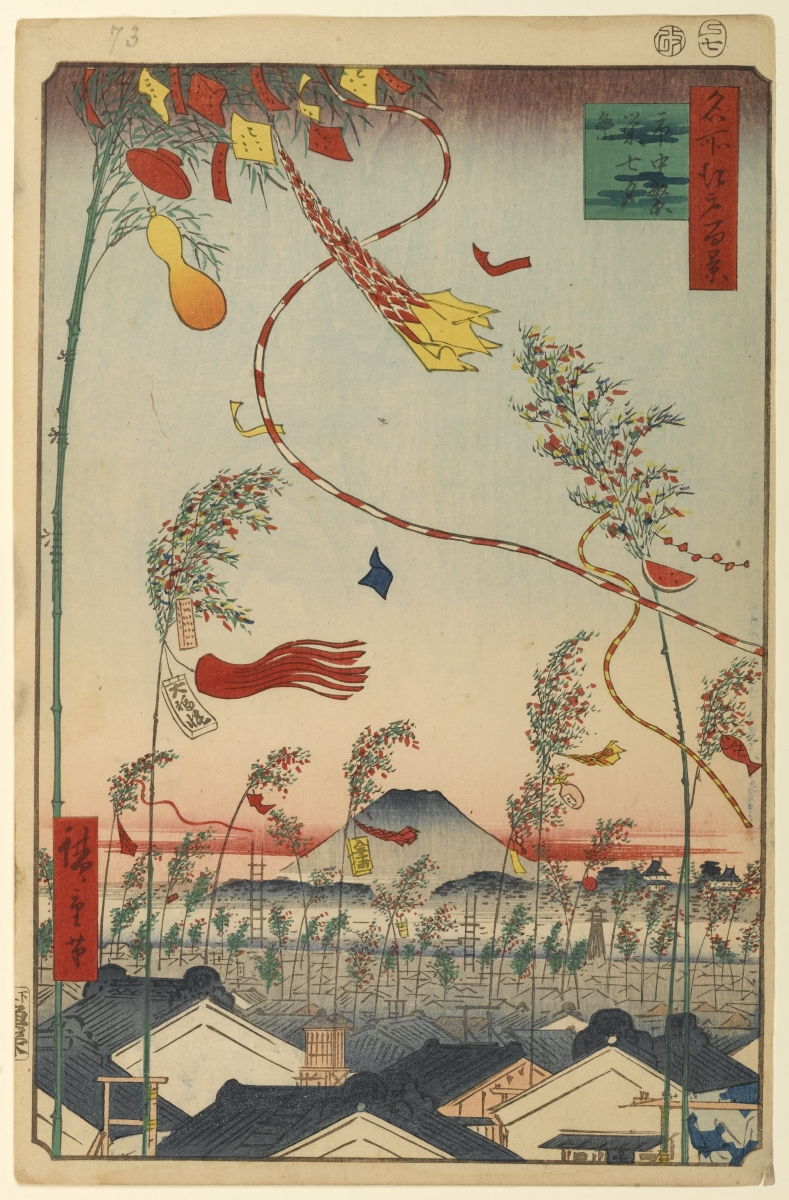
歌川広重『名所江戸百景』のうち「市中繁栄七夕祭」（1856-58年）。たなびく紅白の紐とスイカの飾り物が見える。

スイカを描く本図は、野菜や果物を描く「蔬果図」の一種と言えるが、このような構成の作品は前例を見ない。
本図を考察した美術史学者の今橋理子は、乞巧奠（七夕）の見立絵であるという解釈を提示している。まず、江戸時代後期の宮中における乞巧奠の設え（星の座）は、古事類苑によれば、下記の通りであった。
このような乞巧奠の設えのうち、本図に描かれた縄から下がるスイカの皮は五色の絹糸、包丁と和紙は梶の葉、スイカは水を満たした角盥の見立て（メタファー）であると考えられる。「水瓜」とも呼ばれるスイカは水をたたえた盥に通じ、はみ出した包丁の柄は盥の角を暗示する。また、瓜類は乞巧奠における重要な供物であり、歌川広重の『名所江戸百景』「市中繁栄七夕祭」にもスイカの飾り物を見ることができる。一方、梶（かじ）の葉は和歌を書きつける乞巧奠の代表的供物であるだけでなく、和紙の原料でもあり、天の川を渡る舟の「楫」（かじ）に通じ、和歌の世界では常套的な掛詞として用いられるものである。ここでは、包丁の「鍛冶の刃」（かじのは）と「梶の葉」（かじのは）の洒落とも解すことができる。刀身の白い点は、右の逆への字に並ぶ3点が織女三星、左の一直線に並ぶ3点が牽牛星を表す。ただし、先述のように包丁の点は本来の表現ではなく、白点を星と解釈するのは成り立たない。
今橋は、解釈の傍証として、本図と酒井抱一筆《七夕図》（根津美術館蔵）との構成上の類似を指摘している。抱一の《七夕図》では、水を満たした角盥に梶の葉が浮かび、その上空には縄が張られて五色の糸がかかる。五色の糸は針仕事の上達を願う乞巧奠の代表的供物であり、水の入った角盥は織女星と牽牛星を水面に映す「星合」（ほしあい）の図像として、いずれも乞巧奠の最も象徴的な事物である。また、同じく抱一の《五節句図》五幅対のうち《乞巧奠図》（大倉集古館蔵）では、葉竹の間にかかる糸は赤と白である。
北斎の「北斎辰政」の号が妙見信仰に由来することは度々指摘されるところであり、北斎の星に関する高い関心が本図の制作動機として考えられる。

酒井抱一の七夕図
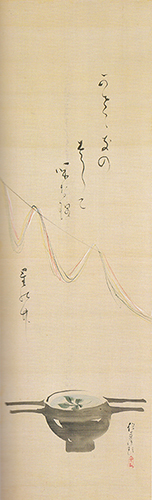
酒井抱一筆《七夕図》根津美術館蔵
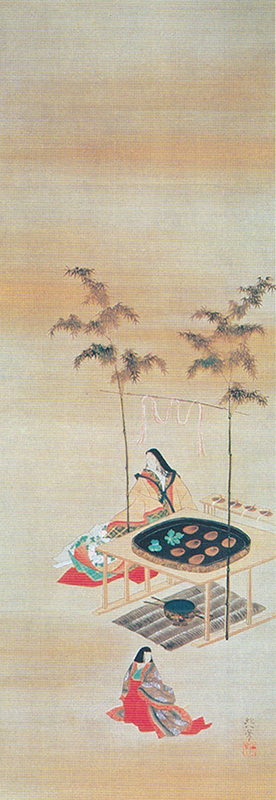
酒井抱一《五節句図》五幅対のうち《乞巧奠図》大倉集古館蔵

## 伝来
本図は典拠不明ながら、光格上皇の御嘉賞（お褒めの言葉）を賜った品と伝わっていた。しかし、収納箱蓋裏下部の「雪衣珍玩（花押）」から、雪衣堂、雪衣狂人などの号を持ち、珍翫（珍玩と同義）の蔵書印を用い、筆跡も通じる幕臣で国学者・小林歌城の可能性が高い。北斎と歌城は柳亭種彦を通じて接点があることから、「応需」の相手は歌城だと考えられる。その後、途中の伝来は不明だが神戸の古美術商・濱田篤三郎の所蔵となる。明治23年（1890年）春の日本美術協会主催の展覧会に濱田から出品され、正岡子規は随筆『筆まかせ』にその印象を書き残している。その後、濱田は神戸に建設した私立美術館を焼失、苦境に落ちいった濱田を助けた同業の池田清助の手に渡り、明治30年（1897年）明治天皇の京都行幸の際、多くの美術の中に混じって買い上げられた。

## 評価

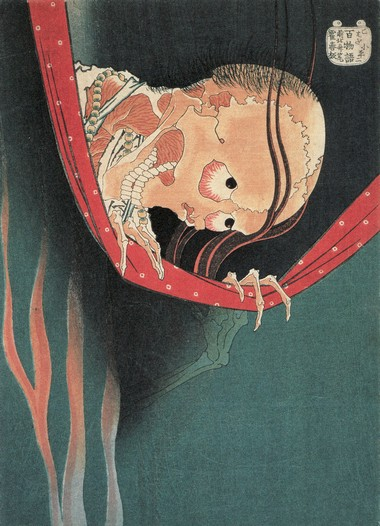
葛飾北斎『百物語』のうち「こはだ小平二」。北斎による妖怪画の一例。

本図は、北斎の精神性と多彩な画技が発揮された斬新な作品である。北斎の肉筆画の中でも高い評価を得ており、主に絵画技法面での卓抜さにおいて特筆される。個々の事物の質感は微妙な筆致で描き分けられ、その配置も非凡である。スイカや包丁の描写に輪郭線を用いず、縄にわずかな陰影を施す点は、西洋画法的である。
蔬果図でありながら独自の主題を描く点は、西洋の静物画と捉える方が適しているとする意見がある一方、北斎の西洋画に対する意識を再検討した上で慎重に位置付けるべきであるとの意見もある。
吊り下がるスイカの皮の奇怪さは、「蛇のようにうごめく」「生き物めいてよじれつつ垂れ下がる」とも形容され、妖怪画を得意とした北斎ならではの視覚、自然自体の中に妖怪を見出す北斎のアニミズムによる作品とも評される。「妙な静けさと気味の悪さ」、「一種幻想的な雰囲気」の感じられる作品である。このような見方に対して、北斎を「奇想の画家」と見る文脈に依拠したものではないのかと疑問を呈する向きもある。
北斎晩年の肉筆画には工房作が多いが、本図の落款は北斎直筆とみなされている。本図以外にもう1点、北斎の落款を伴う半割のスイカと包丁を描いた肉筆画が知られているが、これは北斎直筆ではなく、北斎の工房作であろうと見られている。